# Бибикова, София Никитична
София Никитична Бибикова (урождённая Муравьева), прозвище — Нонушка (15 мая 1829 года, Читинский острог — 7 апреля 1892 года, Москва) — автор воспоминаний о декабристах, хранительница живых традиций и памяти декабристов.

## Семья
Родилась в Сибири, на Петровском заводе в семье Никиты Михайловича Муравьёва (1795(6) — 1843), капитана Гвардейского Генерального штаба, одного из главных идеологов движения декабристов, и Александры Григорьевны, урождённой графини Чернышёвой (1804—1832), последовавшей за мужем в Сибирь и умершей там. По матери правнучка генерал-фельдмаршала графа И. Г. Чернышёва.
Племянница декабристов графа З. Г. Чернышёва и А. М. Муравьёва, двоюродная племянница декабристов М. С. Лунина, А. А. Плещеева и А.Ф. и Ф. Ф. Вадковских.
У Софьи был брат и 4 сестры:
- Екатерина Никитична (16.03.1824—1870), умерла от душевной болезни.
- Михаил Никитич (07.02.1825—26.02.1827), крестник своей бабушки Е. П. Чернышёвой.
- Елизавета (13.03.1826—7.05.1844)
- Ольга Никитична (11.12.1830—1831).
- Аграфена (Агриппина) Никитична (род. и ум. 1831).

Замужем (1848) за майором Михаилом Илларионовичем Бибиковым (1818—1881). Дети: Михаил (1849—1918); Никита (1850—1897); Илларион (1852—1910); Александра (1855—1869); Сергей (1858—1880).

## Сочинения
Бибикова C. Н. Воспоминания о моем отце Никите Михайловиче Муравьеве// В потомках ваше имя оживет. Воспоминания о декабристах в Сибири. Иркутск, 1986. С. 62-65